# Ich-Psychologie
Die Ich-Psychologie ist eine psychologisch-psychoanalytische Theorie. Sie ergänzt die klassische Psychoanalyse um Aspekte der Ich-Entwicklung, der Abwehrmechanismen sowie der Funktionen des Ichs. Als Begründer der Ich-Psychologie werden häufig Anna Freud (Das Ich und die Abwehrmechanismen, 1936) und insbesondere Heinz Hartmann (Ich-Psychologie und Anpassungsproblem, 1939) genannt. Aber schon Sigmund Freud hat einige Aspekte der Ich-Psychologie vorweggenommen.

## Entwicklung der Ich-Psychologie

Freuds Strukturmodell der Psyche

Sigmund Freud entwickelte die Triebtheorie, welche die Triebe letztlich als die bestimmenden Kräfte in der Psyche ansah. Seine Konflikttheorie beschreibt ursprünglich die Entstehung von psychischen Störungen durch das gegensätzliche Wirken von Trieben und Anforderungen der Realität (Realitätsprinzip), welche das Ich auszugleichen hat. Hierbei nehme das Ich lediglich den Raum eines Mittlers zwischen Triebforderungen und Realität ein. Eine Psychopathologie entstehe, wenn eine Kompromissbildung zwischen den Anforderungen des Antriebs und dessen Abwehr misslinge. Der Kompromiss zeige sich als Symptom.
Alfred Adler hatte in seinem Hauptwerk Über den nervösen Charakter, erschienen 1912 kurz nach der Trennung von Freud, den Weg in Richtung einer Ich-Psychologie eingeschlagen. Adlers Ich ist nicht hilflos zwischen Trieben und Gewissen eingeklemmt, sondern ein scheinbar selbständiger, mit einem Willen ausgestatteter Akteur. Für Adler ist das Ich die ganze Psychologie – ohne weitere innere Instanzen. Diesem Ich geht es um Anerkennung, sozialen Status und auch um aggressive Selbstbehauptung.
Sándor Ferenczi schrieb 1913 den Aufsatz Entwicklungsstufen des Wirklichkeitssinns, welcher als erste Arbeit zur Ich-Psychologie innerhalb der Psychoanalyse gilt.
Bedeutsam für die Entwicklung der psychoanalytischen Ich-Psychologie ist Freuds Abkehr vom „ersten topischen Modell“, welches die Psyche in Bewusst, Vorbewusst und Unbewusst einteilt. 1923 entwirft er in Das Ich und das Es ein zweites topisches System, das Strukturmodell der Psyche, welches die seelische Struktur als Kräftespiel von Es, Ich und Über-Ich beschreibt.
Freud weist dem Ich nun zwei aktive Funktionskomplexe zu: Die Auseinandersetzung mit der Umwelt und die Auseinandersetzung mit den intrapsychischen Instanzen des Über-Ichs und des Es. Das Ich hat die Möglichkeit, Triebimpulse zu unterdrücken und sie in der Phantasie zu befriedigen oder sie abzuwehren.
Diese Entwicklung beschreibt Anna Freud 1936 in Das Ich und die Abwehrmechanismen einleitend als Abkehr von der gängigen Auffassung der Psychoanalyse als einer reinen Tiefenpsychologie (Psychologie des Unbewussten) und Rückbesinnung auf das ursprüngliche therapeutische Ziel der „Wiederherstellung der Intaktheit des Ich“: 

„Eine Wendung der Arbeitsrichtung in den Schriften Freuds […] hat dann die Beschäftigung mit dem Ich von dem Odium des Unanalytischen befreit und das Interesse für die Ich-Instanzen ausdrücklich in den Mittelpunkt der Aufmerksamkeit gerückt. Seither läßt sich das Arbeitsprogramm der analytischen Forschung sich sicher nicht mehr mit dem Namen Tiefenpsychologie decken.“

Anna Freud hielt es für wichtig, die Aufmerksamkeit gleichmäßig auf alle Instanzen der Psyche zu richten. Sie arbeitete die Bedeutung des Ichs weiter heraus. In Ergänzung zu der von ihrem Vater bevorzugten Es-Analyse betonte Anna Freud die Analyse des Widerstands und der Abwehrmechanismen, welche im Ich verankert sind.
In Das Ich und die Abwehrmechanismen (1936) gruppiert Anna Freud diese Mechanismen in Fortentwicklung der Vorgaben ihres Vaters neu und formuliert sie in Hinsicht einer Psychologie des Ich um. Kern der psychoanalytischen Ich-Psychologie sind hier die kreativen Abwehrleistungen des werdenden Ich gegen bedrohliche Eindrücke. Die sogenannten Abwehrmechanismen stellen eine wichtige Funktion des kindlichen Ich dar und sind zunächst nicht als neurotisch oder pathogen zu betrachten: Sie verweisen vielmehr auf die „Größe der Ich-Leistung“, die in der Neurose misslingt:

„Das Ich ist siegreich, wenn seine Abwehrleistungen glücken, das heißt, wenn es ihm gelingt, mit ihrer Hilfe die Entwicklung von Angst und Unlust einzuschränken, durch notwendige Triebumwandlungen dem Individuum auch unter schwierigen Umständen noch Triebgenuß zu sichern und damit, soweit es möglich ist, eine Harmonie zwischen Es, Über-Ich und den Außenweltsmächten herzustellen.“

Die Ich-Psychologie wurde in den Jahren nach dem Tod von Sigmund Freud weiter ausgebaut.

## Die Ich-Psychologie
Wichtige Aspekte der Ich-Psychologie wurden von Heinz Hartmann eingeführt. Dieser ergänzte das Strukturmodell der Psyche von Freud und führte den Terminus „Selbst“ in die Psychoanalyse ein, welches er als einen Teil des Ichs auffasst. Damit konnten, als Ergänzung des Ichs, auch Aspekte des Selbsterlebens beschrieben werden. Des Weiteren beschrieb er die gesunden Ich-Funktionen durch angeborene Potentiale des Ichs, die sich in einer „konfliktfreien Ich-Sphäre“ entwickeln können. Damit schuf Hartmann eine wichtige Neuerung. Vor der Einführung der konfliktfreien Ich-Sphäre, konnte die Entwicklung der Persönlichkeit und die Entstehung einer Neurose lediglich aufgrund von Konflikten erklärt werden, die während des Ödipuskonfliktes entstehen, sowie Fixierungen von Libido, die auf der Triebtheorie beruhen und sich in den verschiedenen psychosexuellen Entwicklungsphasen manifestieren.
Dabei wurde von Hartmann die Triebpsychologie von Sigmund Freud nicht angezweifelt. Hartmann betonte lediglich die Bedeutung des Ichs in der Psyche. Eine Einschränkung erhielt die Triebpsychologie erst durch einige Überlegungen der Objektbeziehungstheorie, die ebenfalls einen Einfluss auf die Ich-Psychologie ausübte.
Durch die Einführung einer spezifischeren Theorie der Entwicklung des Ichs, welche frei von jeglichen Konflikten vonstattengeht, konnte die Aufmerksamkeit der Psychoanalyse weg von der reinen Triebpsychologie hin zu einer Psychologie der Entwicklungsstörungen gelenkt werden. Hartmanns Theorien schufen die Voraussetzungen, die zur Entwicklung der Objektbeziehungstheorie und der Selbstpsychologie notwendig waren.
Die These, dass angeborene Ich-Funktionen existieren, die schon im Säuglingsalter vorhanden sind, schuf die Voraussetzung für die Arbeiten von René A. Spitz und Margaret Mahler und später für die Babybeobachtung, wie sie von Esther Bick, John Bowlby und anderen vertreten wird.
Die Behandlungstechnik der Psychoanalyse wurde hauptsächlich dahingehend beeinflusst, dass die Autonomieentwicklung des Patienten im Vordergrund der Behandlung steht.
Weitere Entwicklungen konnten vorgenommen werden, die sich auf die Behandlung von schwer gestörten Patienten ausrichteten, also Patienten, bei denen die Ich-Entwicklung behindert wurde. Hier sind vor allem Gertrude Blanck und Rubin Blanck zu nennen, welche eine „entwicklungspsychologisch orientierte Psychotherapie“ entwickelten, die in Verbindung mit objektbeziehungstheoretischen Überlegungen die Förderung der Reorganisation des Ichs zum Ziel hat.
Eine weitere Ergänzung erfuhr die Ich-Psychologie durch das Entwicklungskonzept von Margaret Mahler, das eine Alternative zum freudschen Entwicklungsmodell darstellt.

## Funktionen des Ichs
Das Ich kann im Rahmen der Ich-Psychologie, nach Hartmann, auch als System von Funktionen betrachtet werden. Das Ich existiert demnach, da es ja nur eine konstruierte Instanz ist, die der Vereinfachung der Erklärung der Psyche dient, nur wenn es funktioniert. Dabei ist die wichtigste Funktion, sich selbst zu organisieren, d. h. die Funktionen werden differenzierter und genauer durch die Erfahrungen im Laufe der Entwicklung.
Die Ich-Funktionen wurden von verschiedenen Autoren geordnet:
| Nach Heinz Hartmann | Nach Leopold Bellak und Barnett Meyers |
| --- | --- |
| 1. Kognitive Funktionen: Hierbei sind die wichtigsten die Wahrnehmung, das Denken, das Urteilen, das Beurteilen, das Erinnern, das Überprüfen der Realität und das Aufrechterhalten der Realitätswahrnehmung. 2. Vermittelnde Funktionen: Hierbei vermittelt das Ich zwischen dem Es und dem Über-Ich sowie der äußeren Realität. Es passt also die Triebwünsche und Triebansprüche an die gesellschaftlichen Normen und Werte, Gebräuche und Rituale an. Auch die verinnerlichten Normen und Werte des Über-Ichs sind in dem Vermittlungsprozess einbegriffen. 3. Angstentwicklung: Hierbei entwickelt das Ich eine Sensibilität für beängstigende Signale. Diese Signalangst entsteht, wenn Triebimpulse zu heftig werden, und negative Auswirkungen auf das Individuum haben können. Auch Über-Ich Impulse können eine solche Angst auslösen, wenn das Über-Ich zu streng entwickelt ist und von ihm strafende Impulse ausgehen. In solchen Fällen werden Schutzmechanismen aktiviert. 4. Schutzfunktionen – Abwehrmechanismen: Diese Funktionen dienen der innerpsychischen Steuerung. Sie helfen unerträgliche Affekte, die mit Angst, Scham, Schuld oder Minderwertigkeitsgefühlen gekoppelt sind, zu vermeiden. Diese Schutzfunktionen sind bei allen Menschen vorzufinden, und dienen der Aufrechterhaltung des psychischen Funktionsniveaus. | 1. Realitätsprüfung: Unterscheiden-können zwischen inneren und äußeren Reizen und Bildern. 2. Urteilen: Antizipieren können von Konsequenzen, logisch schlussfolgern, Ursache-Wirkung-Zusammenhänge. 3. Realitätssinn: Reales Erleben von äußeren Ereignissen und denen des eigenen Körpers, und das Erleben der Konstanz und der Kohärenz des eigenen Selbst, sowie das unterscheiden können zwischen Selbst- und Objektrepräsentanzen. 4. Regulation und Kontrolle von Triebimpulsen und Affekten: Hier wird der Grad der Unmittelbarkeit des Trieb- und Affektausdruckes bzw. der Grad der Frustrationstoleranz beschrieben, und wie hoch die Regulations- und Kontrollfähigkeit im Gegensatz zum Ausagieren der Impulse ist. 5. Objektbeziehungen: Hier wird der Grad der Objektkonstanz beschrieben, wobei unter Objektkonstanz im psychoanalytisch-tiefenpsychologischen Kontext etwas anderes verstanden wird, als unter Objektpermanenz in der kognitiven Psychologie. Unter Objektkonstanz wird die Fähigkeit verstanden, eine libidinöse Besetzung des Objekts aufrechtzuerhalten, unabhängig von der Bedürfnisbefriedigung oder Frustration der Bedürfnisse durch das Objekt. Hinsichtlich der Objektbeziehungen ist weiter der Grad und die Art der Bezogenheit auf Andere relevant. Hierbei ist auch wichtig, inwieweit Menschen in ihren guten und negativen Eigenschaften wahrgenommen werden können (Ambivalenzfähigkeit) 6. Denken: Fähigkeit zum klaren Denken inklusive der Sprache, Konzentrationsfähigkeit und des Gedächtnisses 7. Adaptive Regression im Dienste des Ichs: Hier wird die Fähigkeit zu fantasieren und sich Tagträumen zu überlassen beschrieben, sowie die Fähigkeit, sich wieder in einen normalen Realitätsbezug zu bringen. 8. Defensives Funktionieren: Grad der Abwehr von dysphorischen Affekten (alltäglichen Verstimmungen wie Angst, und Depression), sowie die dazu verwendeten Abwehrmechanismen. 9. Stimulusschranke: Ausmaß der Funktionsbereitschaft gegenüber inneren und äußeren Reizen. Hierbei weist ein rasches Überflutetwerden von inneren und äußeren Reizen auf eine Einschränkung dieser Ich-Funktion hin. 10. Autonomes Funktionieren: Hierzu gehören in Anlehnung an H. Hartmann Perzeption, Intention, Motilität, Erinnerungsfähigkeit, Sprache, Affektregulation, Kognition. Hierbei ist eher das konfliktfreie Funktionieren der autonomen Funktionen im Zusammenspiel gemeint. 11. Synthetisch-integrative Funktionen: Fähigkeit, potentiell diskrepante oder widersprüchliche und nicht widersprüchliche Erfahrungen zu integrieren. 12. Bewältigungskompetenzen: Subjektives Gefühl von Kompetenz und Übereinstimmung zwischen tatsächlicher Leistung und Leistungserwartung |

## Das Ich und die Abwehrmechanismen
Siehe hierzu den Hauptartikel Abwehrmechanismen
Die Abwehrmechanismen haben eine besondere Stellung in der Ich-Psychologie. Sie haben die Aufgabe, das Funktionieren der Psyche zu gewährleisten. Dies ist besonders mit der Fähigkeit verbunden, das Funktionieren des Ichs und seiner Funktionen aufrechtzuerhalten. Hierzu ist es notwendig, das Ich vor allzu heftigen Affekten zu schützen.
Allerdings können die Abwehrmechanismen auch die Einsicht in konflikthafte Zusammenhänge verwehren, da die Einsicht in diese Konflikt zu schmerzlich wäre. Dadurch kann die Entwicklung der Persönlichkeit verhindert werden.

## Die Entwicklungstheorie von Margaret Mahler
Siehe hierzu den Hauptartikel Margaret Mahler
Margaret Mahler schuf durch die Beobachtung von normalen Kindern und die spätere Theoretisierung ein Entwicklungsmodell, was eine Integration von Ich-Psychologie und Objektbeziehungstheorie darstellt.
Sie sah als entscheidend an, dass sich Kinder von ihren Müttern loslösen, was nur bei einem genügend entwickelten Urvertrauen möglich ist. Zuvor durchläuft das Kind die normale autistische und die normale symbiotische Phase. Der Loslösungsprozess ist ebenfalls in verschiedene Phasen gegliedert: die Differenzierungsphase, das Üben, die Wiederannäherung und schließlich die Konsolidierung der Objektkonstanz. Dieses Modell der Interaktion mit der Mutter ist eng mit der Entwicklung des Ichs verbunden.

## Störungen der Ich-Entwicklung
Nachdem die Entwicklung des Ichs genau beschrieben werden kann, ist es möglich, Störungen in den Funktionen des Ichs genauer zu beschreiben. Alle Störungen der Entwicklung des Ichs sind in der psychoanalytischen Theorie auf Störungen in der frühen Kindheit vor dem Erreichen der Objektkonstanz zurückzuführen, also auf einen Zeitraum etwa vor dem 18. Lebensmonat.
Hierbei kann grob unterschieden werden:
Eine verfrühte Ich-Entwicklung entsteht, in Anlehnung an Margaret Mahlers Konzept der Entwicklung, wenn die Phase der Symbiose ungenügend war. Hierbei setzt eine verfrühte Ich-Entwicklung ein, die die fehlende symbiotische Person durch das Ich ersetzen soll. Dies ist ein Erklärungsmodell für den Narzissmus.
Von einer Ich-Verzerrung kann gesprochen werden, wenn die symbiotische Erfahrung ungenügend war. Das Kind hatte keine Gelegenheit an der phasengerechten Omnipotenz des symbiotischen Partners teilzuhaben. Es herrschten negative Erlebnisse vor, die eine libidinöse Besetzung des Objektes verhindern. Aggressive Objektbesetzungen können nicht aufgegeben werden.
Ich-Abweichungen können auftreten, wenn die Entwicklung der Ablösung nicht phasengerecht verläuft.
Als Ich-Regressionen wird das „Absinken“ des Ich-Niveaus auf einen früheren Zeitpunkt der individuellen Entwicklung bezeichnet. Dies kann auch bei neurotischen und normalen Menschen in schweren Krisensituationen auftreten. Dabei können bereits erreichte Ich-Funktionen vorübergehend wieder verloren gehen. Bei Menschen mit einer generellen Ich-Schwäche, also einem nicht ausdifferenzierten Ich, mit den entsprechenden Funktionen ist die Regressionsbereitschaft wesentlich größer. Hierbei können auch die Realitätsprüfung und das Realitätsempfinden wirksam werden. In kognitiven Ausdrücken könnte von einer Veränderung des Denkens von wirklichkeitsorientierten, logisch kontrollierten Vorgängen sprechen. Sehr krasse Formen wären etwa der Verlust von Sprach- oder Fortbewegungsfähigkeit.
Ich-Defekte sind Fehlentwicklungen, die sich im Laufe der Entwicklung verstärken. Hierbei werden die primären autonomen Ich-Funktionen (s. o.) beeinträchtigt. Es entwickelt sich eine weitere Schädigung im Dialog mit der Mutter, da das Kind aufgrund der fehlenden autonomen Ich-Funktionen schnell überfordert ist, und nicht adäquat auf die Kontaktangebote der Mutter reagieren kann. Hierbei können beispielsweise ein verspätetes Laufenlernen die „Eroberung der Welt“ behindern. Es entwickelt sich ein pathologischer Teufelskreis, der sich auf die weitere Entwicklung des Ichs und des Selbst also auch auf das Selbstbewusstsein auswirken.
Ein Verlust der Kontrollfähigkeit des Ichs ist eng mit der Ich-Regression verbunden. Es kann beispielsweise die Kontrollfähigkeit zur Beherrschung aggressiver Emotionen verloren gehen.
Heute gehören die Theorien der Ich-Psychologie zum festen Bestandteil der Psychoanalyse. Sie sind der Ursprung für viele moderne Theorien, die wiederum die Ich-Psychologie ergänzt und verbessert haben. Die Ich-Psychologie kann als eine psychoanalytische Variante der Kognitionspsychologie verstanden werden, die sich mit zumeist bewussten Funktionen auseinandersetzt.
Viele Ich-psychologische Thesen sind aber auch widerlegt worden. Hauptsächlich die psychoanalytische Säuglings- und Kleinkindforschung hat viele Theorien der Ich-Psychologie ersetzt, wie etwa die Theorien von Margaret Mahler. Durch die moderne Forschung konnte herausgefunden werden, dass der Säugling schon sehr früh die Fähigkeiten besitzt sich mit seiner Umwelt auszutauschen. Er nimmt seine Umwelt auch nicht verschwommen wahr, wie dies das Konzept von Margaret Mahlers Symbiotischer Phase annimmt. Der Säugling ist schon früh in der Lage zwischen seinen Handlungen und den Handlungen anderer zu unterscheiden. Auch ist er keineswegs undifferenziert und passiv in der symbiotischen Beziehung. Er nimmt ebenfalls den Kontakt mit der Bezugsperson auf, und kann diese regulieren. Auch Phantasien von Verschmelzung sind sehr unwahrscheinlich, da Säuglinge diese in einer so frühen Lebensphase, die symbiotische Phase reicht lt. Mahler vom 2. bis zum 5./6. Lebensmonat, nicht haben können.

## Abgrenzung zur Ich-Entwicklung nach Loevinger
Eine weitere Perspektive das Ich mit seinen Funktionen und Entwicklungsaspekten zu verstehen, etablierte Jane Loevinger, eine Psychometrikerin und Entwicklungspsychologin. In ihrem konstruktivistischen Entwicklungsmodell der Ich-Entwicklung wird das Ich als ein holistisches Konstrukt verstanden, das die grundsätzliche strukturelle Einheit der Organisation der eigenen Persönlichkeit repräsentiert. Das Ich bildet den Referenzrahmen integrativer Prozesse, deren Hauptaufgabe darin besteht, den intra- und interpersonellen Erfahrungen Bedeutung zu verleihen. Das Modell trifft insofern eine wichtige Unterscheidung, da es nicht auf der Basis eines psychoanalytischen Theorieverständnisses gründet, sondern in der Tradition von Stufenmodellen im Bereich der Persönlichkeitspsychologie und Entwicklungspsychologie entwickelt wurde.